# Oglala National Grassland
L'Oglala National Grassland est une prairie nationale des États-Unis située dans le nord-ouest du Nebraska. Elle se trouve dans le nord du comté de Sioux et le nord-ouest de celui de Dawes, aux confins du Dakota du Sud et du Wyoming. Avec 382 km2 de superficie, elle fait partie des quelques rares prairies nationales administrées par le service des forêts du département américain de l'agriculture. Elle est gérée par le US Forest Service avec les forêts nationales du Nebraska et Samuel R. McKelvie et les prairies nationales de Buffalo Gap et de Fort Pierre à partir de bureaux communs à Chadron, au Nebraska.

## Attractions
Oglala National Grassland abrite certaines des formations de badlands les plus frappantes du parc géologique de Toadstool, près de Crawford et Whitney, Nebraska. 
Le Hudson-Meng Bison Kill, également situé dans la prairie, est une fouille archéologique en cours. 
Le monument du champ de bataille de Warbonnet, commémorant la bataille de Warbonnet Creek de 1876, est situé sur la prairie nationale d'Oglala, sur le chemin Montrose.
La prairie contient également les réservoirs Agate, Bordgate et Rock Bass.

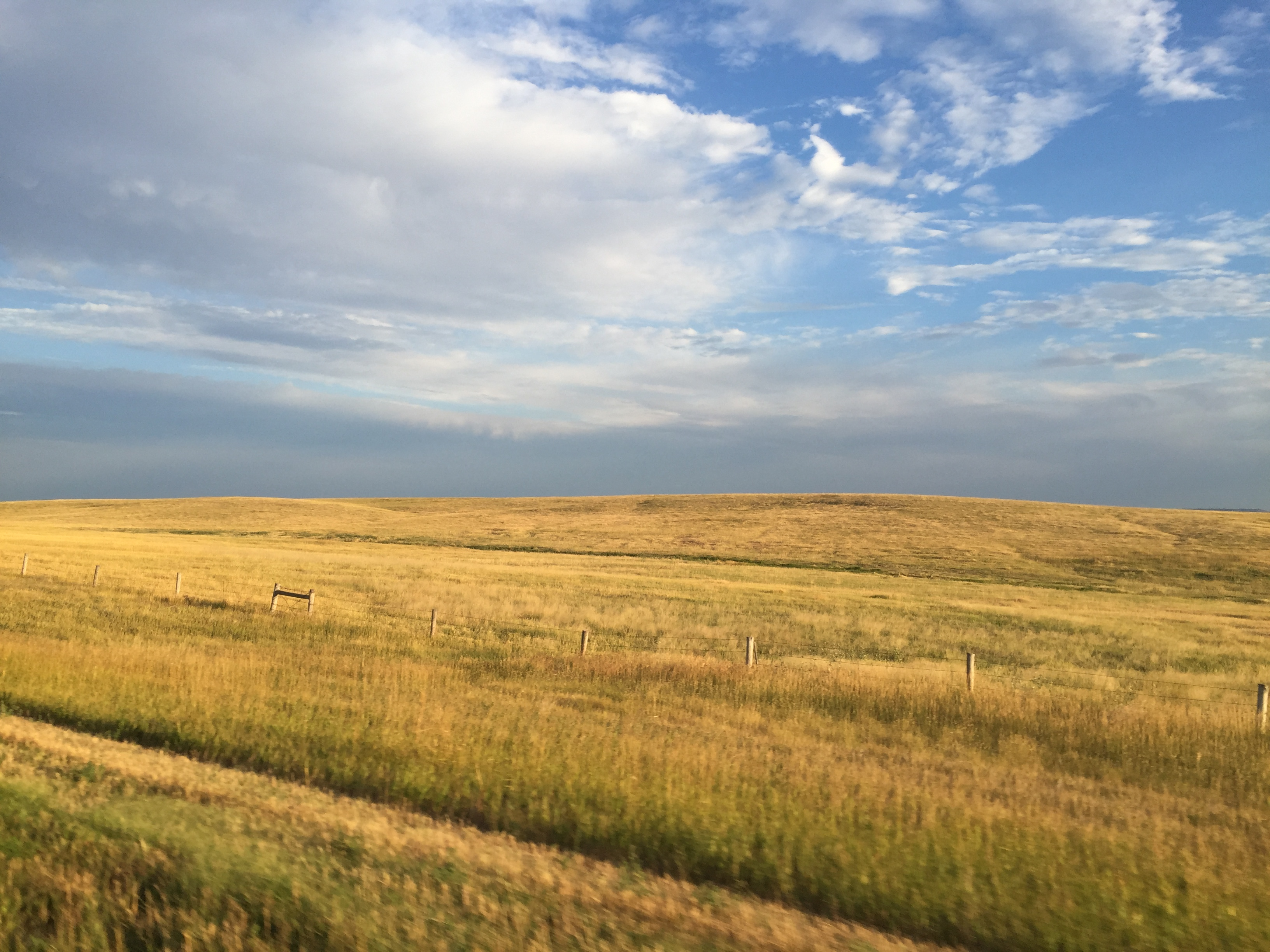
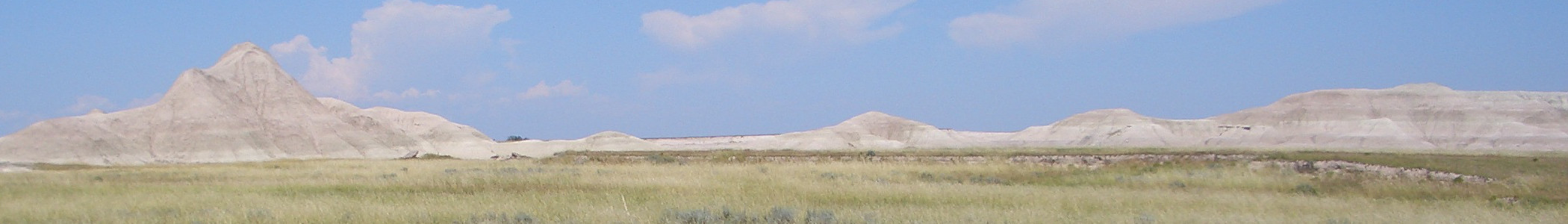